# Lake Las Vegas
Lake Las Vegas bezeichnet sowohl einen künstlichen See in Henderson, Nevada als auch die um ihn herum angelegten Resorts/Ferienorte, zu denen das Aston MonteLago Village Resort, das Westin Lake Las Vegas Resort und das Hilton Lake Las Vegas zählen. Die Geschichte von Lake Las Vegas ist durch Pleiten, Rechtskonflikte, Hinweise auf Korruption und Rückschläge gezeichnet. Entsprechend bezeichnete die Fiscal Times den Ort 2011 als den „worst place to retire“ in den USA. Dennoch haben die luxuriösen Resort-Grundstücke verschiedene betuchte Personen mit Verbindung zu Las Vegas angezogen, darunter Celine Dion. Der den See bedingende Staudamm wurde 1991 fertiggestellt.

## Geschichte
Das Unternehmen Lake Adair entwickelte die Idee für das Bauprojekt Lake Las Vegas um 1967 und erwarb damals die  Land- und Wasserrechte, ging aber relativ schnell bankrott. 1990 erwarb Transcontinental Properties das Projekt, das ab 1995 Henry Gluck, einst Kasinobetreiber, zusammen mit zwei Milliardären weiter entwickelte.
Der See wurde über dem Las Vegas Wash angelegt, einem Kanal, der Wasser aus Las Vegas in den Lake Mead führt, und seit 1990 befüllt. Das Unternehmen Las Vegas Joint Venture, LLC erklärte im Juli 2008 den Bankrott. Gegen das Entwicklerkonsortium wurde eine Klage wegen verbrecherischen Geschäftsgebarens („loan to own“) angestrengt.